# Dieter Frettlöh
Dieter Frettlöh (* 22. Dezember 1924 in Herchen; † 2. November 2004 in Wenningstedt, Sylt) war ein deutscher Pfarrer und Autor.

## Leben
Dieter Frettlöh wurde nach dem Abitur an der Otto-Kühne-Schule in Godesberg zum Kriegsdienst eingezogen. Nach dem Zweiten Weltkrieg studierte er Evangelische Theologie in Wuppertal, Bonn und Basel. Sein Erstes Theologisches Examen legte er im April 1951 in Berlin ab. Anschließend war Frettlöh Vikar in Köpenick und Burgsolms; es folgte ein Sondervikariat in der Gefangenenseelsorge in den Justizvollzugsanstalten Lüttringhausen und Wuppertal. Das Zweite Theologische Examen legte er 1954 in Düsseldorf ab. 1955 er war Jugend- und Berufsschulpfarrer in Langenberg. Anschließend war Frettlöh Gemeindepfarrer in Bockenau, bevor er 1959 Seelsorger der Justizvollzugsanstalt Siegburg wurde. 1970 wechselte als Gefängnisseelsorger nach Mannheim. Von 1976 bis 1977 war er Pfarrer der Wichernkirche in Kirchheim.
Frettlöh begann zunächst neue Texte zu alten Kirchenliedmelodien zu schreiben, er ist Textautor christlicher Lyrik, vieler neuer geistlicher Lieder und war Mitglied der Oekumenischen Textautoren- und Komponisten Gruppe der Werkgemeinschaft Musik e. V. und der AG Musik in der Evangelischen Jugend e. V., heute Textautoren- und Komponistengruppe TAKT.

## Werke (Auswahl)
- Christus gibt Wasser, das Leben verheißt (Kanon) (Musik: Herbert Beuerle, 1985)
- Christus wird geboren (Musik: Rolf Schweizer) ESG-Liederbuch 330
- Gott liebt die Welt (Musik: Paul Ernst Ruppel) RG 373
- Christus wird geboren in der Schmerz der Zeit RG 428
- Herr, zeige uns den Weg (Musik: Volker Gwinner)
- Mache dem Furchtsamen Mut (1980; Musik: Detlev Jöcker) Menschenkinder-Verlag
- Schmecket und sehet (1985; Musik: Lothar Graap, 1986) Edition Musica Rinata

## Publikationen (Auswahl)
- kleine texte … / nr. 5. So wird es sein. Kaiser-Verlag, 1957
- kleine texte … / nr. 6. Käme es bei uns zur Welt?. Kaiser-Verlag, 1957
- Gewogen und zu leicht befunden. Bärenreiter-Verlag, 1958
- spiele der zeit / 145. Frau Staat geb. Kirche. Kaiser-Verlag, 1960
- kleine texte … / nr. 15. Die abgezogenen Schlüssel. Kaiser-Verlag, 1964